# Endossement en blanc
 (février 2022).
Le contenu est difficilement compréhensible vu les erreurs de traduction, qui sont peut-être dues à l'utilisation d'un logiciel de traduction automatique.
 (décembre 2021).
L’endossement en blanc d'un instrument financier, tel qu'un chèque, n'est qu'une signature et n'indique pas le bénéficiaire.
Cela a pour effet qu'il n'est payable qu'au porteur – légalement, il transforme un instrument d'ordre (« payer à l' ordre de (le bénéficiaire) ») en un instrument au porteur (« payer au porteur »). C'est l'un des types d'endossement d'un instrument négociable.
Il s'agit d'un « endossement constitué uniquement d'une signature et permettant à toute partie en possession de l'effet endossé d'exécuter une réclamation ».
Un endossement en blanc est un terme communément connu et accepté dans le monde juridique et commercial à travers le monde,.
C'est ce qu'on appelle aussi un avenant en blanc,